# Indigastrum parviflorum
Indigastrum parviflorum là một loài thực vật có hoa trong họ Đậu. Loài này được (Wight & Arn.) Schrire mô tả khoa học đầu tiên.